# 포커스 에어 카고
포커스 에어 카고(영어: Focus Air Cargo)은 2004년 설립되어 2008년 파산한 미국의 화물 항공사로 허브 공항은 포트로더데일 할리우드 국제공항이 있다. 주로 화물 서비스를 운송했다.

## 역사
포커스 에어 카고는 2004년에 설립했다. 2008년 7월 항공사 작업이 중지 되면서 사실상 파산되고 말았다.

## 과거 취항지
- 벨기에 - 브뤼셀, 오스텐더
- 브라질 - 상파울루, 포르탈레자
- 중화인민공화국 - 홍콩
- 코스타리카 - 알라후엘라
- 프랑스 - 파리(샤를 드 골)
- 독일 - 뒤셀도르프, 프랑크푸르트
- 룩셈부르크 - 룩셈부르크
- 말레이시아 - 쿠알라룸푸르
- 네덜란드 - 암스테르담, 마스트리히트
- 포르투갈 - 리스본
- 스웨덴 - 스톡홀름(알란다), 말뫼
- 스위스 - 제네바, 취리히, 바젤
- 영국 - 맨체스터, 런던, 글래스고
- 아랍에미리트 - 샤르자, 두바이
- 미국 - 포트로더데일, 마이애미, 뉴욕(JFK)

## 보유 기종
보유 기종은 다음과 같다.

### 보잉
- 보잉 747-200F 3대
- 보잉 747-300SF 1대

## 사진

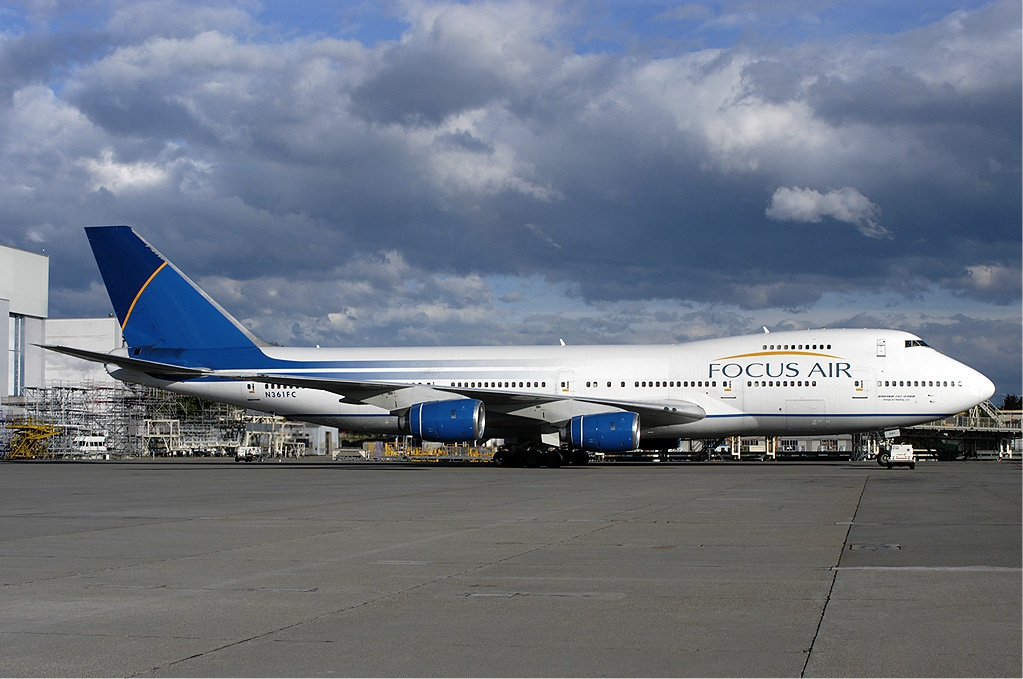
포커스 에어 카고의 보잉 747-200F

## 같이 보기
- 미국의 없어진 항공사 목록